# Dymitr Mrozowski
Dymitr Mrozowski (ur. 15 września 1913 w Grodnie, zm. 25 czerwca 1971 w Poznaniu) – polski chirurg, doktor habilitowany, wykładowca Pomorskiej Akademii Medycznej w Szczecinie.

## Życiorys
Studia medyczne ukończył w Wilnie w 1939, już jako student będąc zatrudnionym w Zakładzie Anatomii Prawidłowej i Topograficznej Uniwersytetu Stefana Batorego. W latach wojennych pracował na oddziałach chirurgii lub ginekologii w Grodnie, Bersztach, Jeziorach i Sokółce.
Po wojnie znalazł się w Legnicy, gdzie pracował jako ordynator oddziału chirurgicznego i ginekologicznego, a zarazem lekarz naczelny Ubezpieczalni Społecznej na okoliczne powiaty. Zasłużył się przy organizacji powojennej polskiej służby zdrowia w Legnicy i najbliższych miejscowościach. W latach 1948–1950 odbywał służbę wojskową.
Od 1960 związany był z Pomorską Akademią Medyczną w Szczecinie. W II Katedrze i Klinice Chirurgicznej, kierowanej przez Władysława Heftmana, był kolejno starszym asystentem i adiunktem; habilitował się w 1961. Interesował się chirurgią doświadczalną i naczyniową, szczególnie – chirurgią dróg żółciowych. Odbył kilka staży w Instytucie Chirurgii im. Wiszniewskiego w Moskwie. Był autorem przeszło 30 prac, opublikowanych w czasopismach polskich, wschodnioniemieckich i radzieckich. Udzielał się jako dydaktyk w kształceniu medycznym również na poziomie szkół średnich. Przewodniczył oddziałowi szczecińskiemu Towarzystwa Chirurgów Polskich. Cieszył się opinią chirurga zręcznego, doświadczonego, o bardzo dobrej technice operacyjnej.
Moskiewski Instytut Chirurgii przyznał mu Medal Pamiątkowy im. Wiszniewskiego.
Zmarł 25 czerwca 1971 w Poznaniu, pochowany został na cmentarzu Centralnym w Szczecinie (kwatera 45B-23-10).

## Ordery i odznaczenia
- Złoty Krzyż Zasługi (22 lipca 1947)[2]